# 竹内淑恵
竹内 淑恵（たけうち としえ、1955年1月22日 - ）は、日本の経営学者。法政大学経営学部教授。アルフレッサホールディングス取締役。日本マーケティング・サイエンス学会研究奨励賞受賞。

## 人物・経歴
1978年お茶の水女子大学家政学部食物学科卒業、ライオン油脂入社。1996年筑波大学大学院経営・政策科学研究科経営システム科学専攻博士前期修了、修士（経営学）。1999年筑波大学大学院経営・政策科学研究科企業科学専攻博士後期修了、博士（経営学）。
1999年法政大学経済学部非常勤講師。同年日本マーケティング・サイエンス学会研究奨励賞受賞。2001年電通EYE戦略プランニング室シニア戦略プランニングディレクタ。2002年法政大学大学院社会科学研究科客員教授。
2003年法政大学経営学部市場経営学科教授。2009年日経広告研究所客員研究員。同年吉田秀雄賞常勤研究者の部第2席受賞。
2012年法政大学大学院経営学研究科長。2014年法政大学経営学部長。2016年法政大学キャリアセンター長。2020年アルフレッサホールディングス取締役。

## 著書
- 『広告コミュニケーション効果 : ホリスティック・アプローチによる実証分析』千倉書房 2010年

### 編著
- 『リレーションシップのマネジメント』文眞堂 2014年